# Kirt Thompson
Kirt Thompson (ur. 13 grudnia 1967) – trynidadzko-tobagijski lekkoatleta, który specjalizował się w rzucie oszczepem.
Medalista CARIFTA Games. W 1990 wywalczył brąz igrzysk Ameryki Środkowej i Karaibów. Odpadł w eliminacjach podczas igrzysk olimpijskich w Atlancie (1996).
Stawał na podium mistrzostw NCAA (II dywizji).
Rekord życiowy: 78,06 (25 maja 1996, Riverside) – rezultat ten był do roku 2012 rekordem Trynidadu i Tobago.